# Wochenendrebellen
Wochenendrebellen ist eine deutsche Tragikomödie von Regisseur Marc Rothemund, die am 28. September 2023 in die deutschen Kinos kam. Es handelt sich um eine Filmadaption der Autobiografie Wir Wochenendrebellen von Mirco von Juterczenka und seinem autistischen Sohn Jason, die als Groundhopper verschiedene deutsche Fußballstadien besuchen. Die titelgebenden Hauptrollen übernahmen Florian David Fitz und Cecilio Andresen; daneben ist Aylin Tezel als Mutter Fatime zu sehen.

## Handlung
Der Alltag des zehnjährigen Autisten Jason besteht aus Routinen und Regeln. Gemeinsam mit seinen Eltern Mirco und Fatime und seiner kleinen Schwester Lucy lebt er in einem Einfamilienhaus im nordrhein-westfälischen Haan. Da Mirco als Supervisor einer Burger-Kette unter der Woche in ganz Deutschland unterwegs ist, muss sich Fatime zu Hause allein um ihre beiden Kinder kümmern. Insbesondere Jason stellt sie dabei vor große Herausforderungen, wenn äußere Einflüsse und Reizüberflutung zu autismusbedingten Wutausbrüchen führen. Auch in der Schule wird kaum auf seinen Autismus Rücksicht genommen und so kommt es zu einer Reihe von Vorfällen mit Mitschülern und Lehrern. Die Schulleiterin Frau Bussart empfiehlt Jasons Eltern daher einen Wechsel auf eine Förderschule, obwohl ihr Sohn ein überdurchschnittlich großes Interesse an Astrophysik, Umweltschutz und anderen wissenschaftlichen Themen hat.
Die Bedürfnisse von Jason führen auch in der Beziehung seiner Eltern zu Konflikten. Mircos Vater Gerd empfiehlt daher, dass sein Enkel einem Fußballverein beitreten könnte, um soziale Kontakte zu knüpfen und ausgeglichener zu werden. Jason zeigt zunächst zwar kein Interesse an sportlichen Aktivitäten, hat sich aber fest in den Kopf gesetzt, einen Lieblingsverein zu finden. Mirco schlägt ihm daher einen Pakt vor: an Wochenenden besuchen beide Fußballstadien in ganz Deutschland; im Gegenzug darf sich Jason allerdings in der Schule nicht mehr so provozieren lassen. Mit der Bedingung, zunächst alle 56 Profivereine in den ersten drei deutschen Ligen sehen zu müssen, bevor er seinen Lieblingsclub auswählen kann, stimmt Jason dem Vorschlag zu.
Per Los bestimmt Jason jedes Wochenende einen Verein, zu dessen Spielen er und sein Vater klimafreundlich mit der Bahn reisen. Die Stadionatmosphäre, der Körperkontakt bei den Sicherheitskontrollen und die oft engen Zuschauertribünen stellen für Jason zunächst eine große Herausforderung dar, doch zur Verwirklichung seines großen Ziels lernt er mit der Zeit, äußere Reize und Zwänge auszuhalten. Seinen Lieblingsverein möchte er nach selbst gewählten Regeln bestimmen: So muss das Stadion barrierefrei und umweltfreundlich sein, unter den Fans dürfen keine Neo-Nazis sein, der Club darf kein „bescheuertes“ Maskottchen haben und die Fußballer dürfen keinen Spielerkreis machen oder verschiedenfarbige Schuhe tragen. Nach und nach scheiden so fast alle Vereine bei der Suche nach einem Lieblingsclub aus.
Als Mirco, der sich für die Reisen mit seinem Sohn berufliche Freiheiten heraushandeln konnte, zu einer Filialeröffnung nach Riga muss, möchte Jason mitkommen. Da die Vereinssuche in Deutschland bisher nicht erfolgreich war, erhofft sich der junge Fußballfan, möglicherweise im europäischen Ausland und so auch in der lettischen Hauptstadt fündig zu werden. Mirco stimmt Jasons Plänen widerwillig zu, macht aber deutlich, dass sein Job und damit seine berufliche Zukunft auf der Reise oberste Priorität hat. Wegen mehrerer Missgeschicke schafft es Mirco schließlich nicht zur Filialeröffnung, wofür er Jason mitverantwortlich macht. Er bricht sein Versprechen, trotzdem das Fußballspiel vor Ort zu besuchen, woraufhin es zum Bruch zwischen beiden kommt. Jason schließt sich in seinem Zimmer ein und möchte für längere Zeit nicht mehr mit seinem Vater reden.
Um die Gunst seines Sohnes zurückzugewinnen, organisiert Mirco einen Besuch am lokalen Wissenschaftszentrum, wo Jason fortan mehrmals wöchentlich forschen darf. Beide versöhnen sich wieder miteinander und beschließen, zur letzten gemeinsamen Stadionreise ins Berliner Olympiastadion anzutreten. Vor Ort bemerkt Jason jedoch, dass das Stadion einst von den Nazis erbaut wurde, und entscheidet sich stattdessen spontan dafür, ein Spiel des Regionalligisten SV Babelsberg 03 zu besuchen. Die Vorzeichen stehen gut und nach Spielende denkt Jason, seinen Lieblingsverein gefunden zu haben, ehe die Fußballer auf dem Platz einen Spielerkreis bilden. Enttäuscht treten beide die Heimreise an, doch Mirco hat durch das Groundhopping mit seinem Sohn verstanden, dass allein die gemeinsam verbrachte Zeit zählt. Auch Jason erkannte die liebevolle Hingabe seines Vaters und klärt seine Mitschüler später über seine Einschränkung auf.

## Hintergrund
Wochenendrebellen erzählt die leicht fiktionalisierte Geschichte der deutsch-albanischen Familie von Juterczenka aus dem nordhessischen Calden-Westuffeln. Beim im Jahr 2005 geborenen Jason wurde im Alter von vier Jahren Autismus diagnostiziert, nachdem Kindergartenerziehern sein altersuntypisches Verhalten aufgefallen war. Bereits im Kindesalter interessierte sich Jason für Astronomie sowie Naturwissenschaften und engagierte sich im Bereich des Klimaschutzes.
Im Jahr 2011 begann Jason zusammen mit seinem Vater Mirco, als Groundhopper deutsche Fußballstadien zu besuchen. Auf diese Weise wollte Jason einen Lieblingsverein finden, den er nach eigenen Kriterien wie Nachhaltigkeit, Barrierefreiheit oder der Fankultur auswählte. Zur selben Zeit startete Mirco den Blog „Der Wochenendrebell – Groundhopping mit Asperger“, in dem er von den gemeinsamen Erlebnissen berichtete und der später mit dem Grimme Online Award ausgezeichnet wurde. Beide besuchten letztendlich alle Stadien der 56 deutschen Profivereine und weitere Fußballspiele in ganz Europa.
Im Jahr 2017 erschien über den Beneveto-Verlag das von beiden verfasste autobiografische Buch Wir Wochenendrebellen, welches im Folgejahr als „Fußballbuch des Jahres“ beim Deutschen Fußball-Kulturpreis nominiert wurde. Im Jahr 2019 erschien das Werk auch als Taschenbuchausgabe beim Goldmann Verlag, ehe Ende 2023 die Fortsetzung Wochenendrebellen – Chaos auf Augenhöhe mit den gemeinsamen Erlebnissen ab 2016 im Selbstverlag veröffentlicht wurde.

## Produktion

### Entstehung und Besetzung
Durch Zufall stieß der Drehbuchautor Richard Kropf – selbst ein begeisterter Fußballfan – auf das Buch Wir Wochenendrebellen. Nachdem er das Potenzial der Erzählung als Mischung aus opulenten Stadionerlebnissen und emotionaler Familiengeschichte erkannt hatte, konnte er sich nach einem persönlichen Gespräch mit Mirco und Jason von Juterczenka die Verfilmungsrechte sichern. Beide Protagonisten waren in den Entstehungsprozess der Tragikomödie eng eingebunden und legten insbesondere auf authentische Dialoge und die realistische Darstellung von Autismus als zu akzeptierende Behinderung großen Wert. Das fertiggestellte Drehbuch schickte Kropf schließlich an Leonine, wo sich die Produzenten Quirin Berg, Max Wiedemann und Justyna Müsch dem Filmprojekt anschlossen. Wenig später wurde der Regieposten mit Marc Rothemund besetzt, der sich als frischgebackener Vater insbesondere durch die im Film thematisierte Beziehung zwischen Jason und Mirco angesprochen fühlte. Kropf blieb dem Filmprojekt hingegen als Executive Producer erhalten.
Im Casting für die Rollenbesetzung von Jason setzte sich der neunjährige Kinderdarsteller Cecilio Andresen gegen die anderen Mitbewerber durch. Im Auswahlverfahren wurde nicht explizit nach autistischen Kinderdarstellern gesucht, da der Fokus des Films vielmehr auf einer authentischen Darstellung der Geschichte und weniger auf der Störung selbst liegen sollte. Andresen gab mit Wochenendrebellen sein Kinodebüt und tauschte sich in Vorbereitung auf den Filmdreh mit dem realen Jason aus. Sein Vater Mirco wurde mit Florian David Fitz besetzt, während für die albanische Mutter Fatime die türkischstämmige Schauspielerin Aylin Tezel verpflichtet wurde. In weiteren Nebenrollen sind Joachim Król sowie Petra Marie Cammin als Jasons Großeltern Gerd und Manuela, Milena Dreißig als behandelnde Ärztin Frau Dr. Folke, Leslie Malton als Unternehmensmanagerin Frau Brinkhaus, Tilo Nest als Physikprofessor Reinhard Sieben und Michaela Wiebusch sowie İlknur Boyraz als Lehrer zu sehen. Die beiden realen Film-Vorbilder Jason und Mirco von Juterczenka haben selbst Cameo-Auftritte als Fußballfans.

### Dreharbeiten

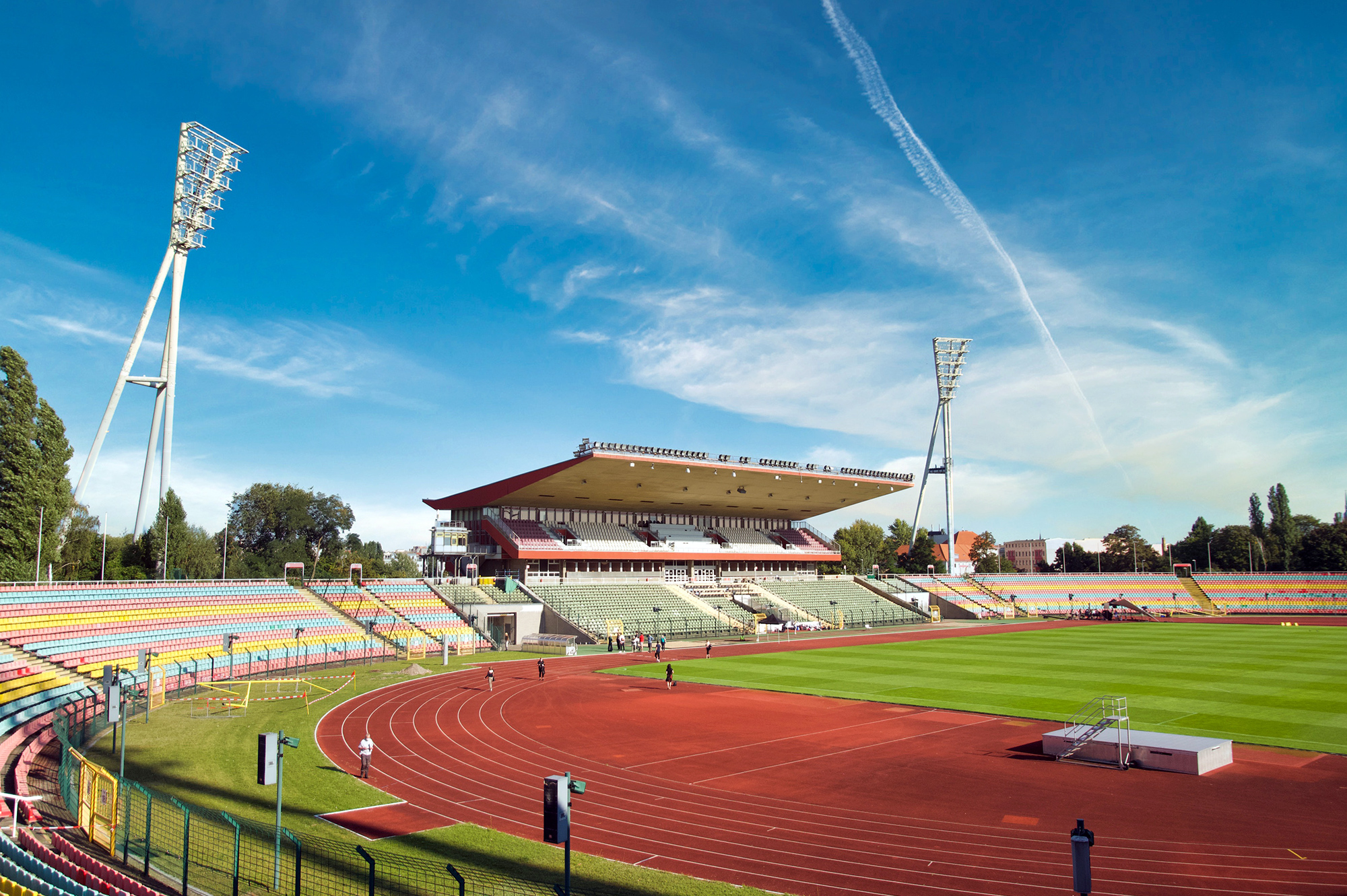
In Lettland spielende Szenen wurden tatsächlich im Berliner Friedrich-Ludwig-Jahn-Sportpark gedreht.

Die Filmaufnahmen mit Kameramann Philip Peschlow erfolgten von Mitte Oktober bis Ende November 2021. Die zu diesem Zeitpunkt noch andauernde COVID-19-Pandemie erschwerte dabei das Drehen in Fußballstadien während echter Spiele, doch aufgrund wieder zugelassener Zuschauerkontingente konnte auf kostspielige CGI-Modellierungen von Stadien und Fans verzichtet werden. Über die DFL und den DFB nahm die Produktion direkten Kontakt zu Fußballvereinen auf und konnte sich so Drehgenehmigungen für insgesamt sieben Stadien einholen. Zunächst erfolgten Aufnahmen während Fußballspielen rund um Berlin, so im Olympiastadion, im Stadion An der Alten Försterei und im Potsdamer Karl-Liebknecht-Stadion. Später wurde die Produktion nach Nordrhein-Westfalen verlagert, wo man in der Merkur Spiel-Arena und im Signal Iduna Park filmte, ehe zuletzt die Allianz Arena in Bayern und das Max-Morlock-Stadion in Franken als Drehort fungierten. Auch der Friedrich-Ludwig-Jahn-Sportpark in Berlin diente als Kulisse, allerdings fernab vom Spielbetrieb.
An Spieltagen besuchte Regisseur Marc Rothemund dabei mit einem vergleichsweise kleinen Filmteam die Partien und nahm zunächst nur die Atmosphäre, Bilder vom Spiel und Einstellungen ohne Darsteller auf. Am Folgetag drehten Fitz und Andresen jeweils ihre Dialogszenen in den leeren Stadien, die nur mit ein paar hundert Statisten befüllt wurden. Die Komparsen wurden dabei zum Teil mit echten Fans der jeweiligen Vereine besetzt. Auf Filmaufnahmen in weiteren Spielstätten wurde aus logistischen Gründen verzichtet, doch alle 56 Profivereine wurden in irgendeiner Weise – bspw. durch Montagesequenzen – im Film gezeigt. Finanzielle Förderungen erhielt Wochenendrebellen vom Deutschen Filmförderfonds, der Medienboard Berlin-Brandenburg, der Filmförderungsanstalt, den FilmFernsehFonds Bayern und der Film- und Medienstiftung NRW.

### Veröffentlichung
Ein Trailer zum Film wurde am 5. Juli 2023 veröffentlicht. Am 8. September 2023 erschien der von Sportfreunde Stiller geschriebene Titelsong Rebellenherz. Die Premiere erfolgte am 19. September 2023 im Berliner Zoo Palast, ehe Wochenendrebellen am 28. September 2023 in die deutschen Kinos kam.

## Rezeption

### Altersfreigabe
Wochenendrebellen erhielt von der FSK eine Freigabe ab 6 Jahren. In der Freigabebegründung heißt es, der Film habe eine heitere sowie positive Grundstimmung und die Probleme des Sohnes aufgrund seines Asperger-Syndroms würden in einer gut nachvollziehbaren Weise vermittelt werden. Sanft dramatische Situationen werden stets positiv und humorvoll aufgelöst, während die im Mittelpunkt stehende, starke Vater-Sohn-Beziehung keine Zweifel über einen positiven Ausgang sämtlicher Erlebnisse aufkommen lasse.

### Kritiken
Als „bewegendes Beziehungsdrama zwischen Vater und Sohn“ wird Wochenendrebellen von Ulrich Sonnenschein in seiner Kritik für epd Film beschrieben. Regisseur Marc Rothemund gelinge es erneut, tragische Inhalte und eine hohe Emotionalität mit immanenter Komik zu verbinden, wobei der Witz sanft und nie verletzend sei. Die Wahrhaftigkeit komme dabei neben den Darstellern vor allem durch tiefe Einblicke in das Störungsbild von Autismus, wobei der Film „ungeheuer viel“ für das Verständnis der Behinderung leiste. Rothemund inszeniere etwa die akustisch-visuelle Welt von Jason völlig unaufdringlich und sympathisch, sodass Wochenendrebellen auch der eine oder andere stereotypische Moment des Unterhaltungskinos verziehen werden könne.

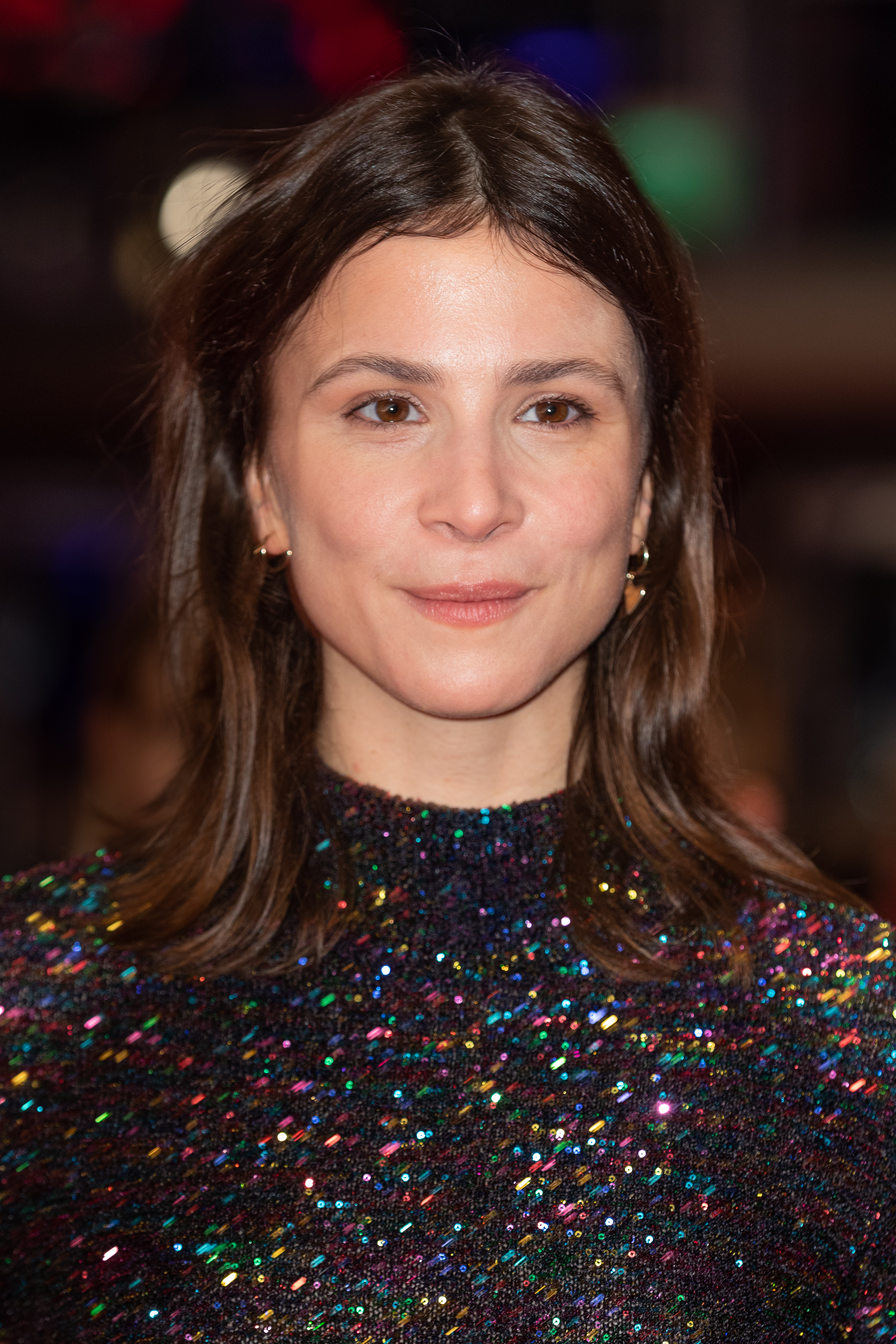
Aylin Tezel spielt die Mutter Fatime.

Auch Simone Reber vom SWR bezeichnet Wochenendrebellen als einen „liebevoll-ironische[n] Film über Autismus“, der ohne erhobenen Zeigefinger oder rosarote Brille auskomme. Insbesondere Kinderdarsteller Cecilio Andresen überzeuge dabei mit seiner Entschlossenheit, Intensität und Dünnhäutigkeit, während Joachim Król der Geschichte mit seiner Ruhe Tiefe und Witz verleihe. Hauptdarsteller Florian David Fitz halte sich gleichzeitig eher unterstützend im Hintergrund und wirke in seinen Szenen aus dem Arbeitsalltag etwas undankbar, was dem Film aber schnell verziehen werden könne, wenn sich Wochenendrebellen wieder auf die zentrale Vater-Sohn-Reise fokussiere.
Katharina Zeckau vom Filmdienst lobt insbesondere das feinfühlige Drehbuch von Richard Kropf und die geschickte Regie von Marc Rothemund, durch die das Thema Autismus dem Zuschauer auf lebendige sowie unterhaltsame Weise und fast ohne Sentimentalitäten nähergebracht werde. Wochenendrebellen unterhalte dabei fesselnd-anrührend, flüchte sich aber nie in einfache Lösungen eines Feel-Good-Films oder verharmlose das kräftezehrende Zusammenleben mit einem Autisten. Kinderdarsteller Cecilio Andresen gelinge dabei die schwierige Balance zwischen den nicht unbedingt sympathischen Seiten von Jason und seiner tief berührenden Begeisterungsfähigkeit und Originalität. Auch Florian David Fitz sei in seiner Rolle als Familienvater Mirco facettenreich, während die von Aylin Tezel verkörperte Mutter Fatime etwas auf der Strecke bleibe. So kommt Zeckau zu dem Schluss, dass Wochenendrebellen trotz einiger dramaturgischer Ungereimtheiten und der eher konventionellen Inszenierung keineswegs ein oberflächiger Film sei.
Zu einem deutlich kritischeren Urteil gelangt Oliver Armknecht von Film-Rezensionen.de, für den Wochenendrebellen voller Klischees sei und dabei auch das Stereotyp der Inselbegabung im Zusammenhang mit Autismus bediene. Der Film hätte so schnell in eine recht peinliche Richtung abrutschen können, doch die Unterhaltung gehe glücklicherweise nicht auf Kosten von Jason. Am interessantesten seien noch jene Momente, in denen Regisseur Marc Rothemund einen Perspektivwechsel wage und Jason nicht als Sonderling darstelle, sondern den Film durch seine Augen erzähle. Die Handlung sei aber insgesamt zu konventionell und gehe kaum Wagnisse ein; Konflikte würden aus dem Nichts konstruiert und ebenso schnell wieder aufgelöst. Für einen Film, der sich für andersartige Menschen einsetzen möchte, fehle es Wochenendrebellen so an Persönlichkeit.

### Besucherzahlen
Am Startwochenende belegte Wochenendrebellen mit rund 105.000 Kinobesuchern den vierten Platz der deutschen Kino-Charts. In der Folgewoche konnte der Film mit weiteren 101.000 verkauften Kinotickets auf den zweiten Platz vorrücken. Insgesamt verzeichnete der Film in Deutschland 968.783 Kinobesucher, durch die er 8,7 Millionen Euro erwirtschaften konnte.

### Auszeichnungen
Für seine Darstellung des fürsorglichen Familienvaters Mirco wurde Florian David Fitz beim Bayerischen Filmpreis 2022 als Bester Darsteller ausgezeichnet. Wochenendrebellen wurde darüber hinaus in die Vorauswahl des deutschen Beitrags für den besten internationalen Film bei der Oscarverleihung 2024 aufgenommen, verlor aber gegen Das Lehrerzimmer. Beim Tallinn Black Nights Film Festival 2023 wurde Wochenendrebellen im Rahmen des Kinderfilmwettbewerbs nominiert.
Die Jury der Deutschen Film- und Medienbewertung (FBW) verlieh Wochenendrebellen das Prädikat „besonders wertvoll“ und hob dabei hervor, dass der Film „durch die große Authentizität der gezeigten Konfliktsituationen, die wenig beschönigen und zugleich nuancenreich klarmachen, dass es hier nie um Schuld geht“, besteche.